# Club Deportivo Brasilia
El Club Deportivo Brasilia es un equipo de fútbol profesional de la ciudad de Latacunga, Provincia de Cotopaxi, Ecuador. Fue fundado el 1 de enero de 1950 . Su directiva está conformada por el Mg. Geovanny Javier Carrera Viver como Presidente, el Sr. Juan Carlos Guerra Fiallos como Vicepresidente, la Sra. Erika Viviana Pérez Pérez como Secretaria, la Sra. Tatiana de Los Ángeles Almeida Vélez como Tesorera, la Srta. Andrea Estefanía Carrera Gallardo como 1° Vocal Principal, el Prof. Víctor Hugo Heredia Amores como 2° Vocal Principal y el Mg. Walter Balmore Arroyo Caisapanta como 3° Vocal Principal.  Se desempeña en el Campeonato Provincial de Segunda Categoría de Cotopaxi, también en la Segunda Categoría del Campeonato Ecuatoriano de Fútbol.
Está afiliado a la Asociación de Fútbol No Amateur de Cotopaxi.